# Headin' Home
Headin' Home er en amerikansk stumfilm fra 1920 af Lawrence C. Windom.

## Medvirkende
- Babe Ruth som Babe
- Ruth Taylor som Mildred Tobin
- William Sheer som Harry Knight
- Margaret Seddon
- Frances Victory som Pigtails
- James A. Marcus som Simon Tobin
- Ralf Harolde som John Tobin
- Charles Byer som David Talmadge
- George Halpin
- William J. Gross som Eliar Lott
- Walter Lawrence som Tony Marino
- Ann Brody som Mrs. Tony Marino
- Ricca Allen som Almira Worters
- Sammy Blum som Jimbo Jones
- Ethel Kerwin som Kitty Wilson
- Tom Cameron som Deacon Flack
- Charles J. Hunt som Reverend David Talmadge
- William Shea
- Raoul Walsh